# Dormánd
Dormánd község Heves vármegye Füzesabonyi járásában.

## Fekvése
Füzesabonytól déli szomszédságában fekszik, a várostól 4 kilométerre. A további szomszédos települések: kelet felől Mezőtárkány, dél felől Besenyőtelek, nyugat felől pedig Erdőtelek.

### Megközelítése
Csak közúton érhető el, az M3-as autópályán, a 31-es és a 33-as főúton.
Vasútvonal nem érinti; a legközelebbi vasúti csatlakozási lehetőséget a Budapest–Sátoraljaújhely-vasútvonal Füzesabony vasútállomása kínálja, körülbelül 5 kilométerre északra.

## Története
A község határában rézkori csákányt találtak, a Csörsz-árok közelében késő bronzkori és szarmatakori sírok kerültek elő. Hanyipusztán avar kori és honfoglalás kori temető, a Hanyihalmon pedig 12. századi település maradványait találták meg.
Dormánd helyén a 13. században egy Buger-Besenyő (Bögér) nevű település állt, mely - mint a tőle délre fekvő Besenyőtelek is - eredetileg besenyő telep volt. Árpádhoz rokon kun törzsek csatlakoztak, szintén hét vezér alatt: Ede, Edömér, Ete, Bögér, Acsád, Vajta és Kecel. A település neve a 13. században Dormánd és Dormánháza néven fordult elő.
Az 1549 évi összeírás mint teljesen elszegényedett települést említette, mely adót sem fizetett, az 1552 évi adóösszeírásban pedig az elpusztult települések közt említették, s így szerepelt még az 1554 és 1564 évi összeírásokban is, viszont az 1635 és 1686 összeírásokban neve nem volt említve. 1693-ban a település Polgár György és Saághy Pál birtokaként volt írva. A 18. század végén báró Saághy Mihály birtoka volt. A 19. században a gróf Fáy család, valamint Fáy István, Saághy, Szalkány, Zbriskó és más családok birták. A 20. század elején gróf Vay Ádámné Zichy Mariotta és Engel Lajos volt birtokosául írva.

## Közélete

### Polgármesterei
- 1990–1994: Ferencz Vilmos (független)[3]
- 1994–1998: Ferencz Vilmos (független)[4]
- 1998–2002: Ferencz Vilmos (független)[5]
- 2002–2006: Rajna Kálmán (MSZP)[6]
- 2006–2010: Rajna Kálmán (MSZP)[7]
- 2010–2014: Rajna Kálmán (MSZP)[8]
- 2014–2019: Rajna Kálmán László (független)[9]
- 2019–2024: Rajna Kálmán László (független)[10]
- 2024– : Rajna Kálmán László (független)[1]

## Népesség
A település népességének változása:
| Lakosok száma | 1038 | 1047 | 1028 | 988  | 967  | 935  | 925  |
|               | 2013 | 2014 | 2015 | 2021 | 2022 | 2023 | 2024 |

2001-ben a település lakosságának 96%-a magyar, 4%-a cigány nemzetiségűnek vallotta magát.
A 2011-es népszámlálás során a lakosok 91,3%-a magyarnak, 13,8% cigánynak, 0,2% németnek, 0,6% románnak mondta magát (8,5% nem nyilatkozott; a kettős identitások miatt a végösszeg nagyobb lehet 100%-nál). A vallási megoszlás a következő volt: római katolikus 58,8%, református 4,3%, evangélikus 0,2%, felekezeten kívüli 13,8% (20% nem nyilatkozott).
2022-ben a lakosság 91,9%-a vallotta magát magyarnak, 7,4% cigánynak, 0,5% németnek, 0,1-0,1% horvátnak és bolgárnak, 0,7% egyéb, nem hazai nemzetiségűnek (8,1% nem nyilatkozott; a kettős identitások miatt a végösszeg nagyobb lehet 100%-nál). Vallásuk szerint 39% volt római katolikus, 3,2% református, 0,5% görög katolikus, 0,1% ortodox, 2,3% egyéb keresztény, 1% egyéb katolikus, 19,6% felekezeten kívüli (34,2% nem válaszolt).

## Nevezetességei
- Római katolikus templom. Kisboldogasszony tiszteletére felszentelt. Műemlék. 1771-1773 között épült rokokó stílusban, a középkori fatornyos elődje helyén.
- A hanyipusztai Szent Anna kápolna 1719-ben épült barokk stílusban, majd 1814-ben átalakították. A hanyi kápolna ma is sokak által látogatott zarándokhely. Július utolsó vasárnapján minden évben ezrek érkeznek ide, hogy imádkozzanak Szent Annához és Joachimhoz, Szűz Mária szüleihez, az idős emberek, a nagyszülők védőszentjéhez. A hagyomány szerint a pusztában lévő kápolnát valamelyik erdőtelki Buttler gróf emeltette, mert egyszer csak hullani kezdtek az állatai, és úgy hitte, Isten haragja miatt éri ez a sorscsapás. A búcsújáró helynek járó kiváltságokat 1791-ben Pius pápa adományozta a kápolnának. Az itteni búcsú nagyon sokáig a pusztai emberek legnagyobb nyári eseménye volt.
- A templomkertben álló késő barokk Mária-szobrot 1800 körül emeltette Sághy Mihály földesúr, s talapzatán is családja címere látható.
- A Remenyik Zsigmond múzeumban Remenyik Zsigmond egykori használati tárgyai mellett művei és levelei is megtekinthetők.

## Ismert emberek

### Dormándon született
- Itt született 1900. július 19-én Remenyik Zsigmond író. Elemi iskoláit is itt végezte, egykori szülőházában 1976-tól emlékszobát rendeztek be.
- Itt született Dormándi László, született Engel (1898. – Párizs, 1967.) magyar író, szerkesztő, lexikográfus, műfordító.